# Fuentelapeña
Fuentelapeña es un municipio y localidad española de la provincia de Zamora y de la comunidad autónoma de Castilla y León.
El municipio se encuentra situado en la comarca de La Guareña, territorio caracterizado por ser una altiplanicie con una cota media de entre 800-820 m con algunas pequeñas elevaciones y un amplio valle por donde discurre el río Guareña, rodeado de campos agrícolas dedicados al cultivo de cereal de secano, cultivos de regadío y viñedos. Fuentelapeña cuenta con una superficie de 58,23 km² y, según datos del padrón municipal 2017 del INE, cuenta con una población de 729 habitantes.
Existen evidencias de la presencia humana en este territorio que se remontan al Paleolítico inferior, pasando por las diversas épocas como la árabe a la que pertenece el reciente descubrimiento de un qanat del siglo IX. En la actualidad, y al margen de su arquitectura tradicional, en su casco urbano destacan la «iglesia parroquial de Santa María de los Caballeros», de estilo renacentista y declarada bien de interés cultural en 1983, y la «ermita del Santísimo Cristo de Méjico» situada junto al cementerio. Conserva un rico folclore, puesto de manifiesto en sus diversos actos culturales y festivos, entre los que destacan las fiestas religiosas de San Roque, la romería  y la Semana Santa.
Se encuentra situada en el espacio protegido denominado "Llanuras del Guareña" del sureste de la provincia de Zamora y vertebradas por el río Guareña. Su especial importancia reside en la notable población reproductora de avutarda común, cuya presencia tiene relevancia a nivel nacional e internacional. También por la presencia de otras aves como el aguilucho pálido y el sisón común. La presencia de estas aves hizo que fuera declarado ZEPA, con el código ES0000208. El espacio limita al este con la ZEPA "Tierra de Campiñas".

## Topónimo
El topónimo Fuentelapeña es fruto de la unión de los vocablos latinos "fons, -ntis", con el significado de manantial de agua que brota de la tierra, y de "pinna" con el significado de piedra grande sin labrar, según la produce la naturaleza. Es decir, que etimológicamente indica la existencia de un "manantial de agua que brota de una gran peña" y que la tradición popular vincula con el actual «Caño Viejo».

## Geografía física
Ubicación
Se encuentra al sur de la provincia de Zamora, dentro de la comarca de la comarca de La Guareña. Las localidades limítrofes son: Guarrate, Fuentesaúco, La Bóveda de Toro, Vadillo de la Guareña, Castrillo de la Guareña y Cañizal.
| Noroeste: Guarrate    | Norte: La Bóveda de Toro | Noreste: Vadillo de la Guareña   |
| Oeste: Fuentesaúco    |                          | Este: Castrillo de la Guareña    |
| Suroeste: Villaescusa | Sur: Cañizal             | Sureste: Castrillo de la Guareña |

Se encuentra situada a 46 km de Zamora —la capital provincial— y 45 km de Salamanca, ubicada sobre una ladera a 735 m de altitud.

## Historia

Emblema de la Orden de San Juan de Jerusalén, a la que perteneció Fuentelapeña entre los siglos XII y XIX

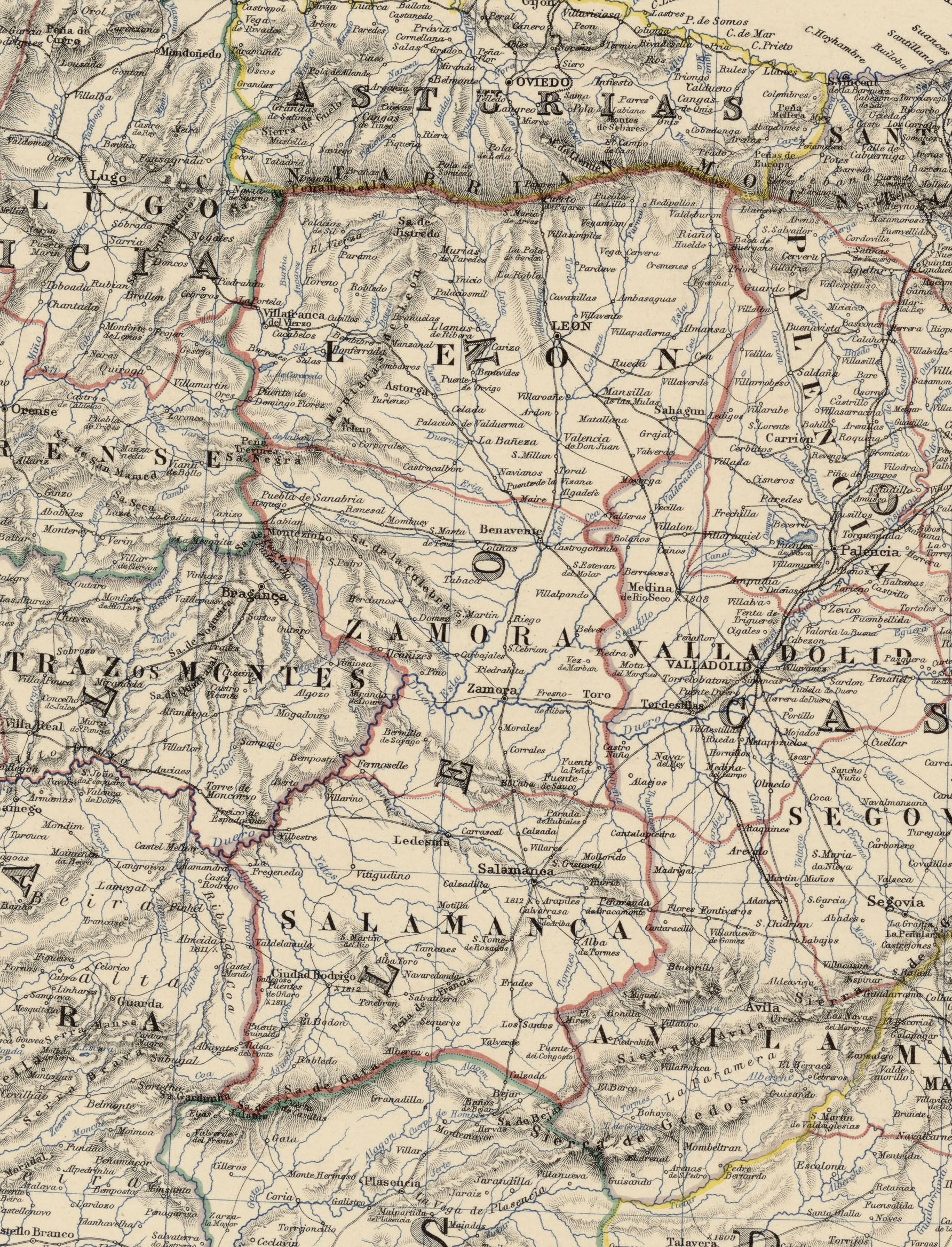
Detalle del mapa Spain & Portugal, realizado en 1864 por Keith Johnston, en el que se puede observar Fuentelapeña

Su historia se remonta al Paleolítico inferior, como se constata con el descubrimiento en 1993 de un yacimiento arqueológico en Valdeagún con numerosas piezas líticas de la cultura achelense.
Tuvo un pasado árabe como muestra el reciente descubrimiento de un qanat árabe del siglo IX. Esta es una canalización de aguas subterráneas construida por los árabes y que se encuentra excavada en piedra arenisca. La infraestructura pudo ser construida para reconducir las aguas subterráneas hacia la fuente conocida como «fuente la peña» que dio origen y nombre a esta localidad.
Fuentelapeña estuvo muy vinculado a la orden de San Juan de Jerusalén desde el 3 de junio de 1116, cuando la reina Urraca I de León cedió a estos caballeros La Bóveda de Toro con todas sus aldeas. Donación que en 1125 fue confirmada por Alfonso VII de León. Los sanjuanistas ejercieron un dominio casi absoluto en todo este territorio, manteniendo en algunos casos conflictos de intereses con el obispado de Zamora, como en 1186, cuando el obispo Guillermo y el prior del Hospital Pedro Areis, llegaron a un acuerdo sobre los derechos eclesiásticos de las iglesias sanjuanistas en la zona. Esta situación de dependencia se mantuvo hasta 1875, en que mediante la bula Quos diversa estas iglesias del Hospital pasaron a depender de la diócesis de Zamora. Además, la situación de conflicto también existió con la el concejo de Toro, cuando los vecinos de algunos sitios sanjuanistas —entre ellos los de Fuentelapeña— se negaron a prestar servicio militar junto con los toresanos, reticencia que se mantuvo hasta 1246, cuando el infante Alfonso —futuro rey Alfonso X el Sabio— les obligó a prestarlo.
El primitivo hábitat de Fuentelapeña estuvo organizado en torno a dos núcleos: la fortaleza y el templo parroquial. El castillo pudo levantarse en la segunda mitad del siglo XII, como un baluarte defensivo más del reino leonés. Su valor estratégico justifica su alzado en una pequeña elevación de terreno, en el lugar llamado Teso de la Atalaya. La iglesia se sitúa en la otra margen del río, junto a las casas vecinales y otros edificios de valor económico. En 1208, aparece citada entre los templos hospitalarios de la Guareña.
Posteriormente, la documentación medieval conservada de Fuentelapeña aparece principalmente vinculada a la orden de San Juan de Jerusalén y la existencia en este municipio de un convento de monjas que en 1534 fue trasladado a Zamora por fray Diego de Toledo.
Fuentelapeña fue, desde las Cortes leonesas de 1188, una de las localidades representadas por la ciudad de Toro en Cortes, pasando a integrar en la Edad Moderna la provincia de Toro, en la que se mantuvo hasta el siglo XIX.
En julio de 1812 en el entorno de Fuentelapeña tuvo lugar la conocida como batalla de Castrillo y la posterior Marcha Paralela, una serie de combates y escaramuzas entre las tropas aliadas del general Wellington y las tropas napoleónicas durante la Guerra de Independencia, previos a la famosa batalla de Arapiles.
Con la creación de las actuales provincias en 1833, Fuentelapeña pasó a formar parte de la provincia de Zamora, dentro de la Región Leonesa, la cual, como todas las regiones españolas de la época, carecía de competencias administrativas.
Tras la constitución de 1978, Fuentelapeña pasó a formar parte en 1983 de la comunidad autónoma de Castilla y León, en tanto municipio perteneciente a la provincia de Zamora.

## Demografía
Cuenta con una población de 599 habitantes (INE 2024).

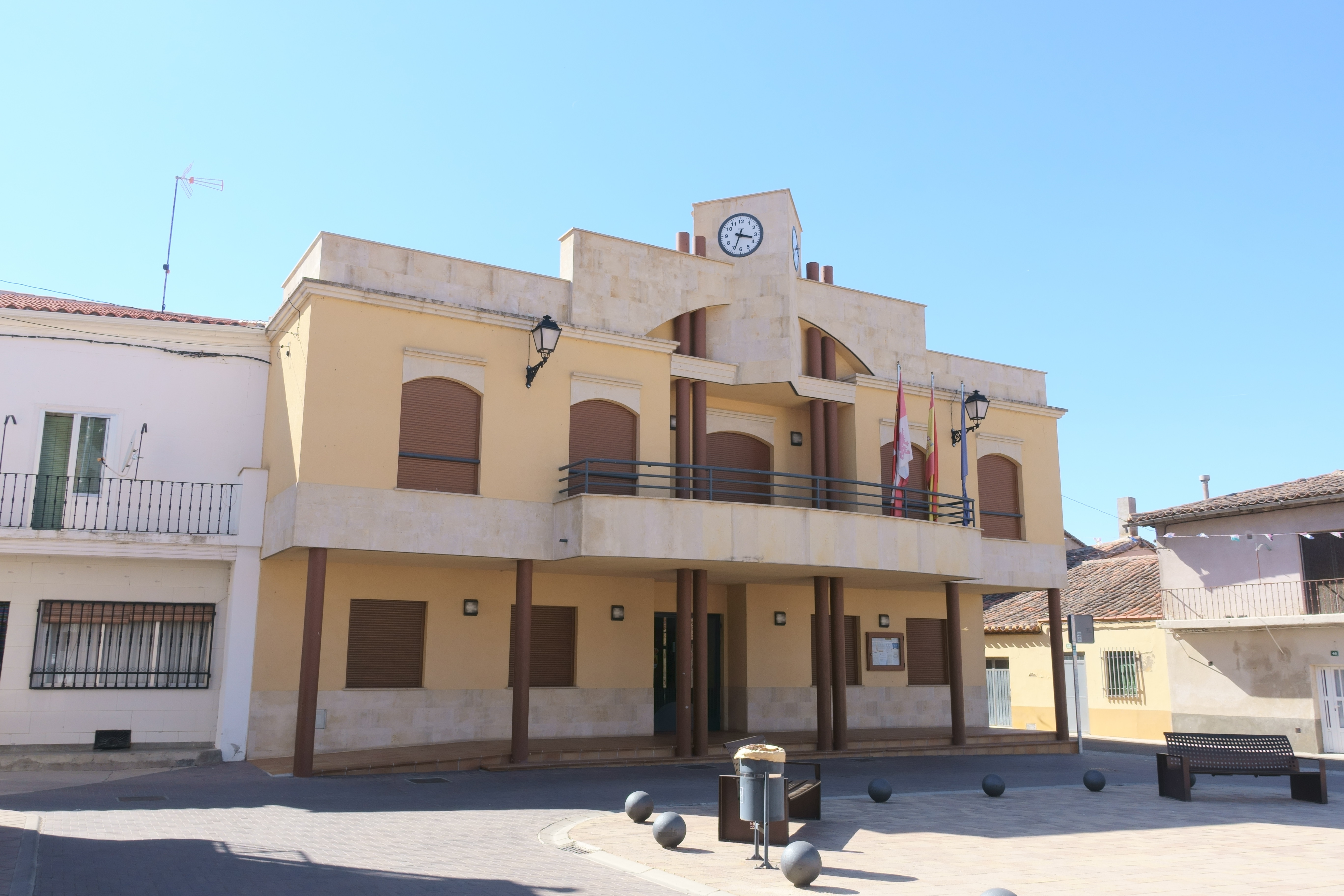
Casa consistorial.

| Gráfica de evolución demográfica de Fuentelapeña entre 1842 y 2021 |
| |
| Población de derecho según los censos de población del INE Población de hecho según los censos de población del INEEn estos censos se denominaba Fuente la Peña: 1842, 1857 y 1860 |

## Economía
Su población vive principalmente de la agricultura (cereales, garbanzos, espárragos, y viñedo acogido a la denominación de origen de Tierra del Vino de Zamora) y de la ganadería (porcino, y algo de vacuno y ovino), a cuyo amparo se ha desarrollado un sector servicios formado por una farmacia, consultorio médico, supermercados, tiendas, piscina municipal, bares y discoteca.

## Símbolos
El escudo heráldico del municipio de Fuentelapeña fue aprobado mediante acuerdo de la Comisión de Gobierno de la Diputación de Zamora de 3 de septiembre de 1993, quedando blasonado de la siguiente forma:

«Escudo partido. Primero de gules con una cruz de Malta de plata. Segundo de oro con una peña de su color puesta sobre ondas de azur y plata. Timbrada de Corona Real».

## Patrimonio

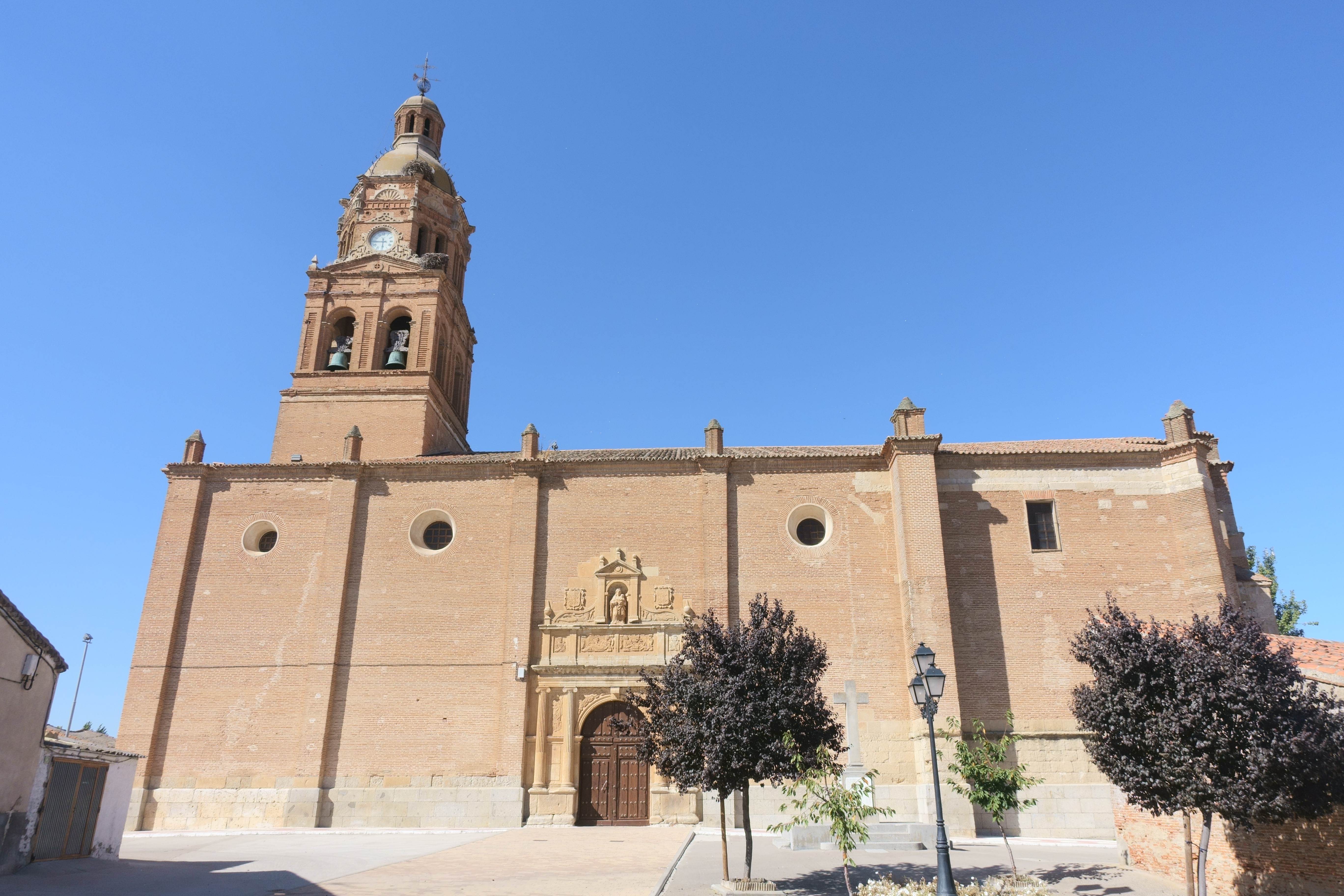
Iglesia de Santa María de los Caballeros

De su patrimonio, destaca la «iglesia parroquial de Santa María de los Caballeros», de estilo renacentista y declara bien de interés cultural en 1983, con categoría de monumento. Su autoría se ha atribuido a Juan del Valle, un aparejador de Rodrigo Gil de Hontañón que, entre 1563 y 1567, edificó la parte más antigua del templo. En cuanto a su fachada monumental, fabricada en arenisca, su arquitectura ha sido atribuida a Hernando de Nates. Cuenta con bajorrelieves de la escuela de Gregorio Hernández y una torre añadida en 1880 que fue mandada construir por el ministro Claudio Moyano, nacido en esta localidad. En su interior cuenta notable patrimonio, entre el que destacan sus retablos —principalmente el retablo mayor— junto con sus tallas y pinturas.
Fuentelapeña cuenta también con la «ermita del Santísimo Cristo de Méjico» situada junto al cementerio y en la que se encuentra la venerada imagen del Cristo que le da su nombre. Esta ermita es protagonista en septiembre de una popular romería.

## Fiestas
San Roque y Nuestra Señora de la Asunción, el Cristo y la Semana Santa, son los tres principales actos festivos de este municipio. San Roque es la correspondiente a su patrón y Nuestra Señora de la Asunción es su patrona, y tiene lugar a mediados de agosto, del 12 al 18 aproximadamente. El programa festivo suele incluir actos taurinos (corridas, encierros y novilladas) musicales, deportivos, culturales, gastronómicos y religiosos. La romería del Santísimo Cristo de Méjico, el día grande es el 15 de septiembre, tiene lugar a mediados de septiembre. Consiste en una procesión en la que la imagen —popularmente conocida como de los melones— entre la iglesia y la ermita, tras la que se subastan las andas y una sandía. Las Semana Santa de Fuentelapeña es arropada por dos cofradías —Jesús Nazareno y la Del Señor— y por seis imágenes de Jesús atado a la columna, Jesús con la Cruz a cuestas, El Santo Sepulcro, La Dolorosa, La Soledad y El Cristo de la guía.
Reseñables son también los actos festivos que protagonizan los jóvenes del pueblo como «las enramadas» cuando sale y entra el Cristo en el templo o la de «plantar el mayo». También son destacables los pasacalles que organiza el grupo de gigantes y cabezudos del municipio, con «las gigantillas» —formados por un rey y una reina cristianos— y «los cabezudos» —formados por el diablo y el torero—.